# Einschienenbahn Tama
Die Einschienenbahn Tama (japanisch 多摩都市モノレール線, Tama toshi monorēru-sen, dt. Stadteinschienenbahnlinie Tama), meist Tama Monorail (多摩モノレール, Tama monorēru) genannt, ist ein bedeutender Teil des öffentlichen Personennahverkehrs im Westen der Präfektur Tokio auf der japanischen Hauptinsel Honshū. Die 16 km lange Einschienenbahn bedient 19 Stationen in den Städten Tama, Hino, Tachikawa und Higashiyamato. Sie wurde 1998 eröffnet und 2000 erweitert. Betrieben wird sie von der Gesellschaft Tokyo Tama Intercity Monorail.

## Geschichte

Logo

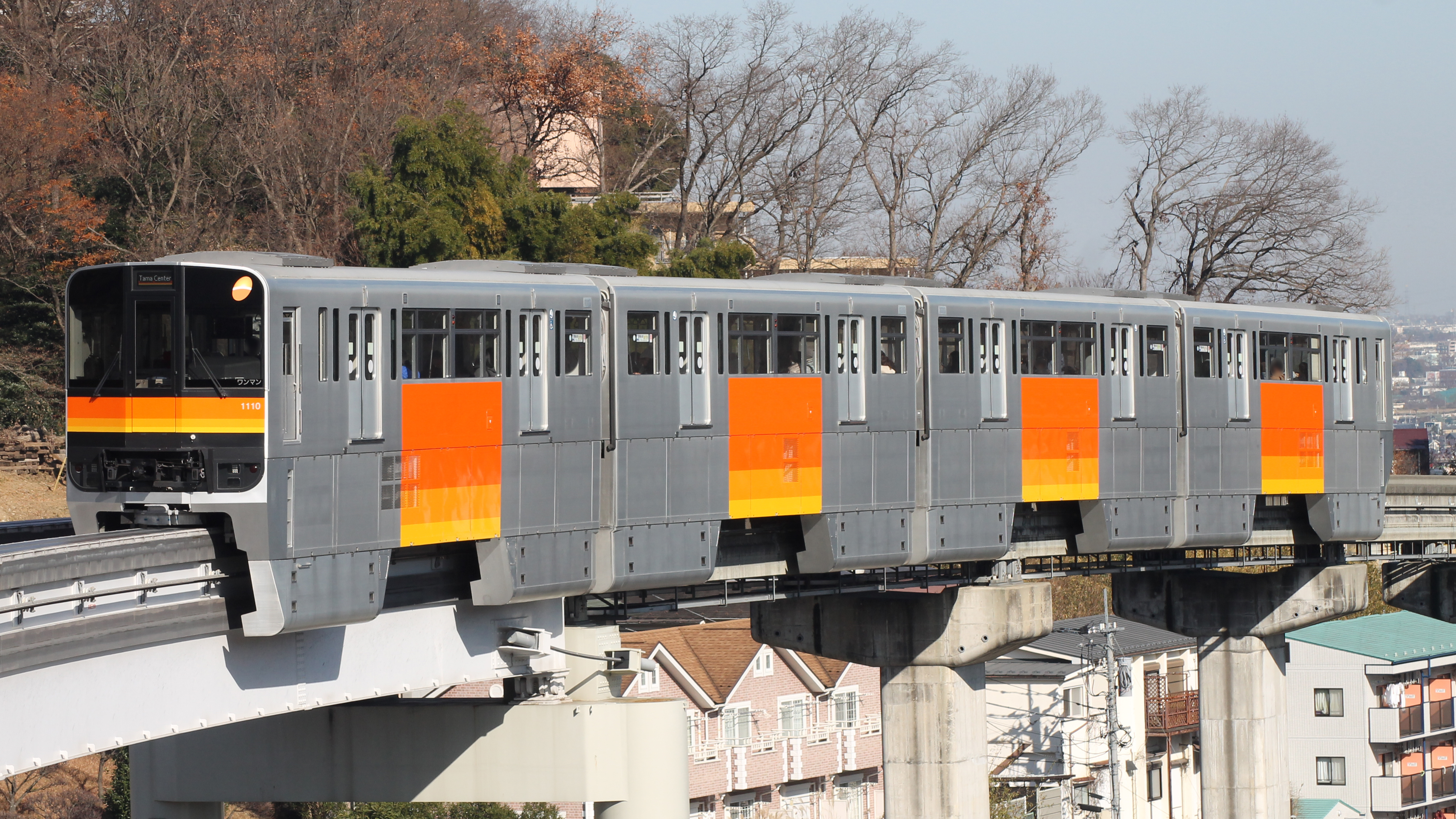
Seitenansicht eines Zugs der Baureihe 1000

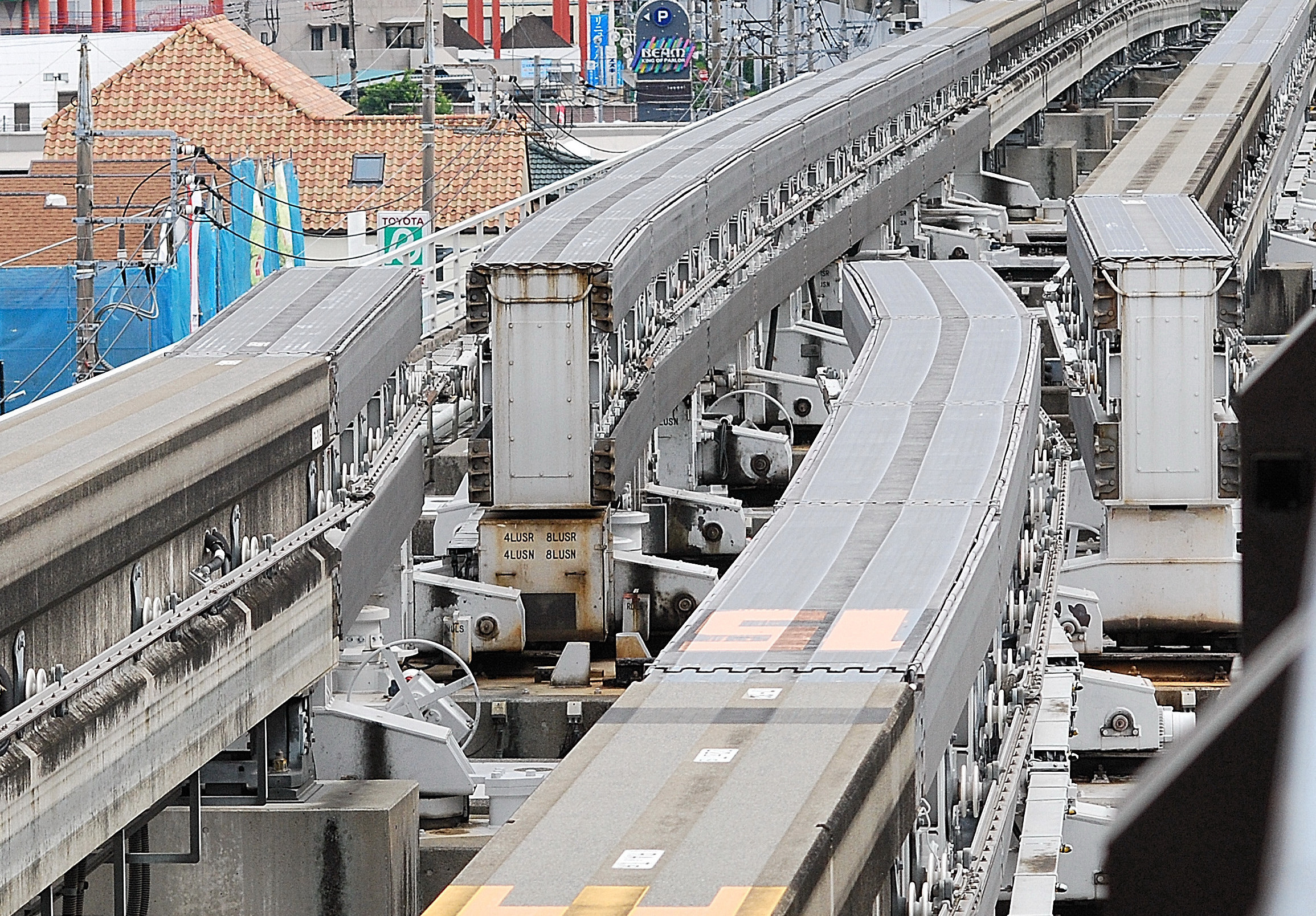
Weiche während des Stellvorgangs

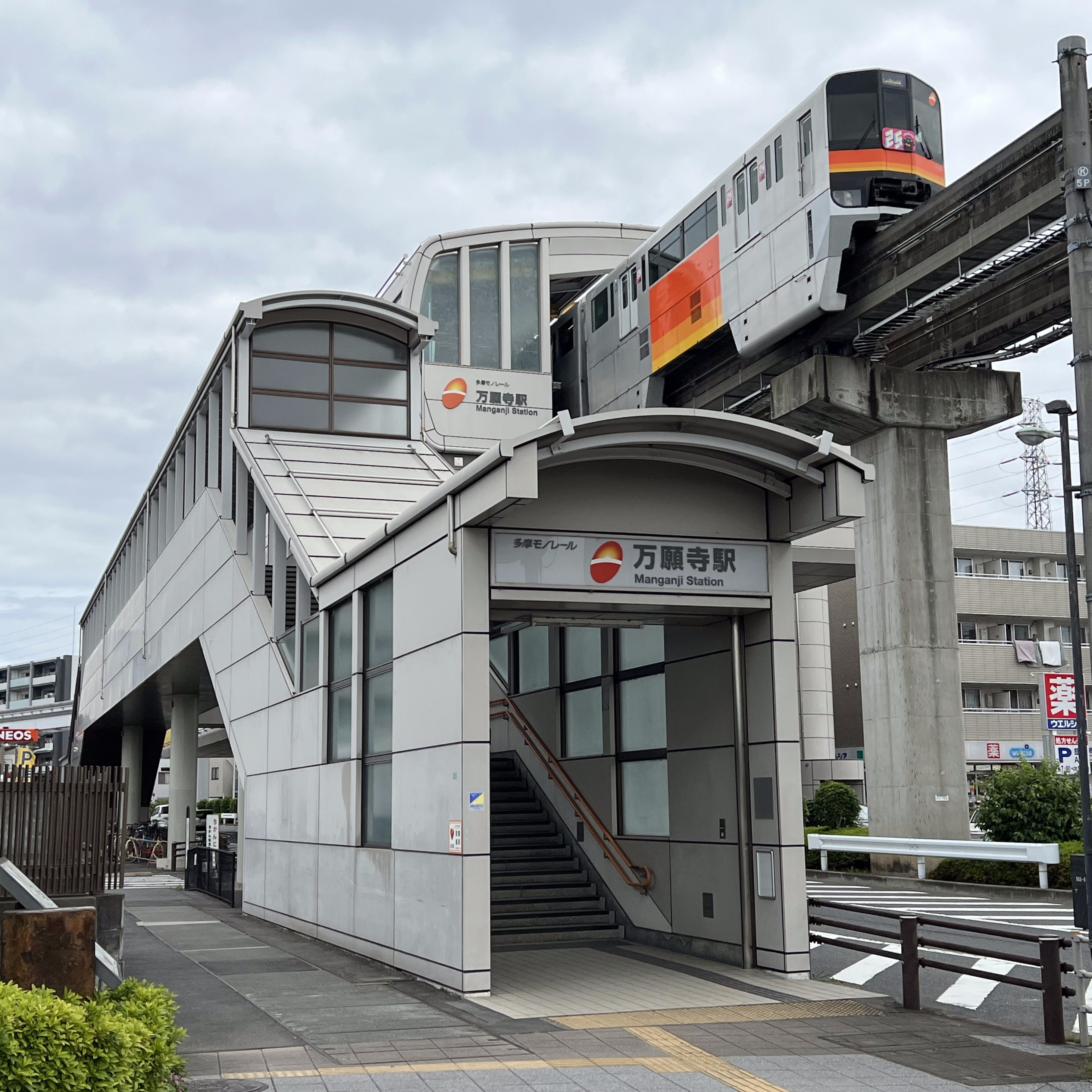
Station Manganji

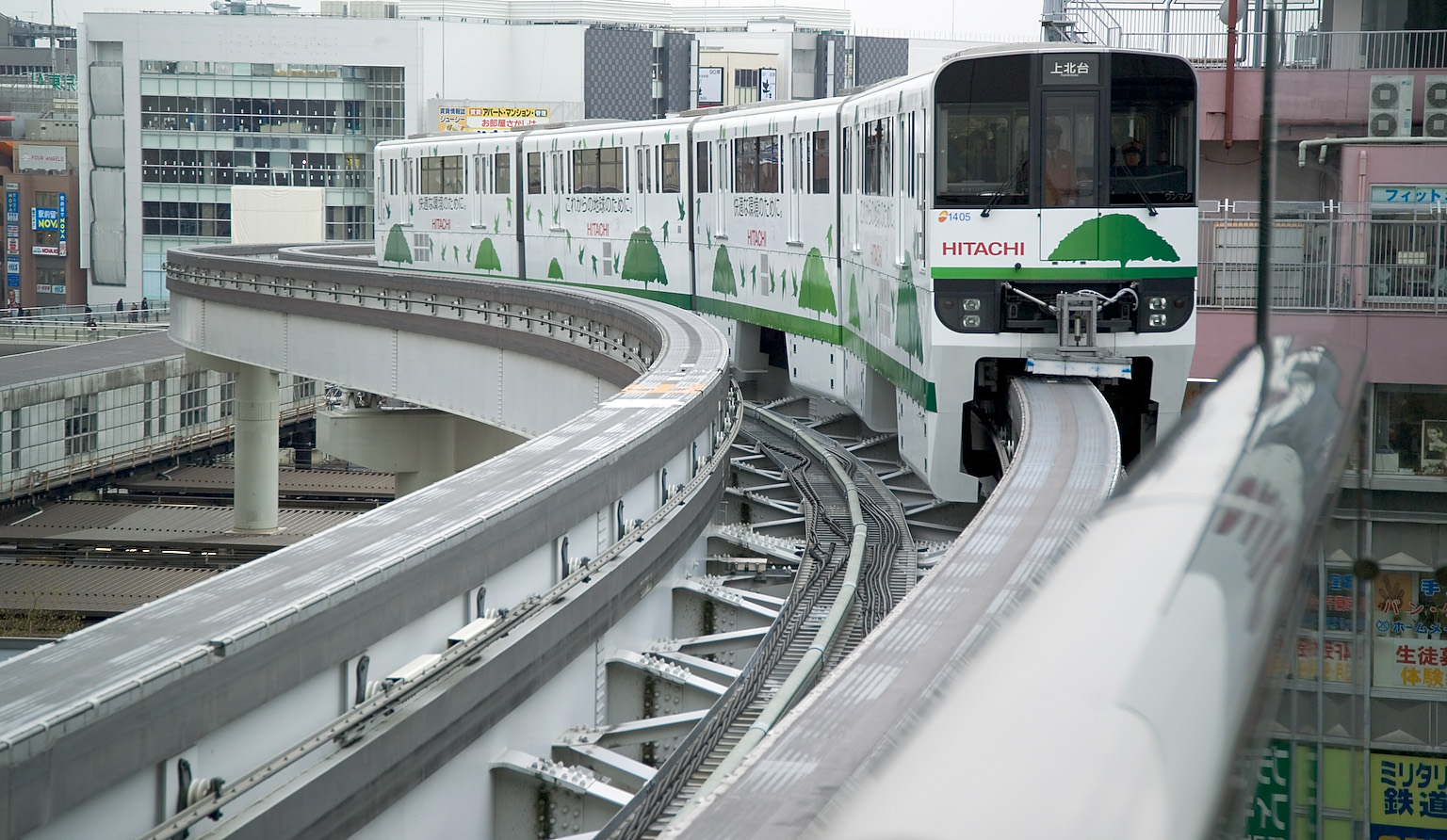
Zug mit Vollwerbung

Das im Jahr 1981 vom Stadtentwicklungsamt des Tokyo Metropolitan Government vorgestellte Verkehrskonzept für die Region Tama sah ein Streckennetz mit einer Gesamtlänge von 93 Kilometern vor, verwirklicht ist aber bisher nur eine Strecke von 16 Kilometer. Der Abschnitt zwischen Kamikitadai und Tachikawa-Kita ging am 27. November 1998 in Betrieb. Etwas mehr als ein Jahr später folgte am 10. Januar 2000 die Verlängerung nach Tama-Center.

## Strecke
Die 16,0 Kilometer lange und durchgehend zweigleisige Strecke führt in Nord-Süd-Richtung durch das Tama-Gebiet. Sie wurde von Hitachi Transportation Systems nach dem Alwegbahn-Prinzip erbaut. Mitsamt den Endhaltestellen Kamikitadai im Norden und Tama-Center im Süden umfasst sie insgesamt 19 Haltestellen. Bei einer Höchstgeschwindigkeit von 65 km/h beträgt die Fahrtdauer 36 Minuten. Die Bahn ist mit 1500 V Gleichspannung elektrifiziert sowie mit ATC und ATO gesichert. Die Trasse verläuft weitgehend aufgeständert auf Trägern aus Spannbeton. Bei der Haltestelle Chūō-Daigaku-Meisei-Daigaku gibt es einen kurzen ebenerdigen Abschnitt, an den der 220 m lange Tamakyūryō-Tunnel anschließt.
Die Einschienenbahn ermöglicht Querverbindungen zwischen den ansonsten überwiegend von Osten nach Westen ausgerichteten Verkehrskorridoren. Das durchfahrene Gebiet besteht überwiegend aus Wohnvierteln, weshalb die Bahn vor allem während der Hauptverkehrszeit sehr stark genutzt wird. Außerdem werden der Tama-Zoo und mehrere Universitäten erschlossen. Von besonderer Bedeutung sind die Haltestellen Tachikawa-Kita und Tachikawa-Minami mit Umsteigemöglichkeiten zur Chūō- und Nambu-Linie der Bahngesellschaft JR East.

### Liste der Bahnhöfe

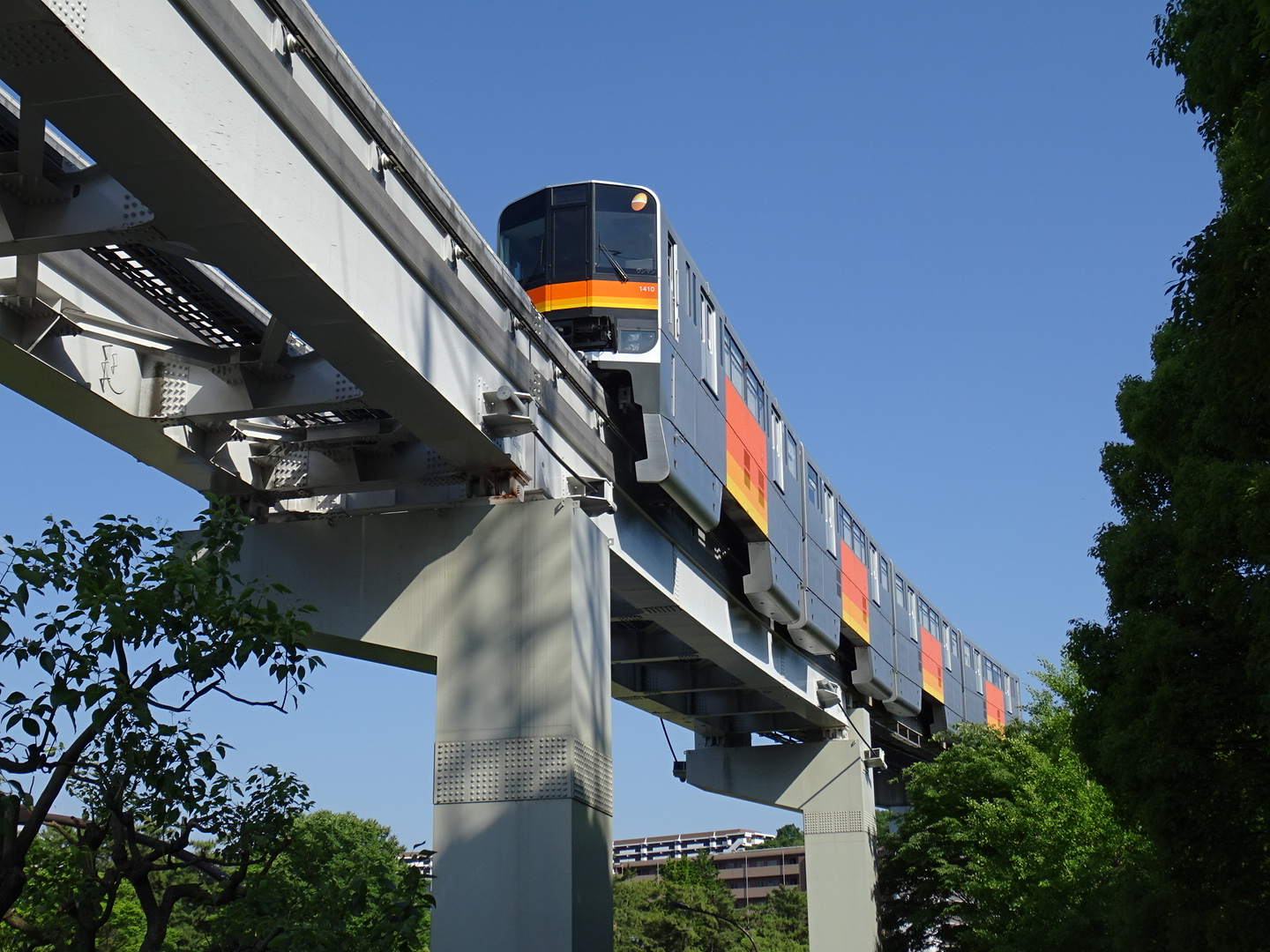
Trasse bei Matsugaya

| Name | Name  | Name                                             | km   | Anschlusslinien                                                                | Lage   | Ort           |
| ---- | ----- | ------------------------------------------------ | ---- | ------------------------------------------------------------------------------ | ------ | ------------- |
|      | TT-19 | Kamikitadai (上北台)                             | 00,0 |                                                                                | Koord. | Higashiyamato |
|      | TT-18 | Sakurakaidō (桜街道)                             | 00,7 |                                                                                | Koord. | Higashiyamato |
|      | TT-17 | Tamagawa-Jōsui (玉川上水)                        | 01,5 | Seibu Haijima-Linie                                                            | Koord. | Higashiyamato |
|      | TT-16 | Sunagawa-Nanaban (砂川七番)                      | 02,5 |                                                                                | Koord. | Tachikawa     |
|      | TT-15 | Izumi-Taiikukan (泉体育館)                       | 03,0 |                                                                                | Koord. | Tachikawa     |
|      | TT-14 | Tachihi (立飛)                                   | 03,6 |                                                                                | Koord. | Tachikawa     |
|      | TT-13 | Takamatsu (高松)                                 | 04,2 |                                                                                | Koord. | Tachikawa     |
|      | TT-12 | Tachikawa-Kita (立川北)                          | 05,4 | im Bhf. Tachikawa: Chūō-Hauptlinie Chūō-Schnellbahnlinie Ōme-Linie Nambu-Linie | Koord. | Tachikawa     |
|      | TT-11 | Tachikawa-Minami (立川南)                        | 05,8 | im Bhf. Tachikawa: Chūō-Hauptlinie Chūō-Schnellbahnlinie Ōme-Linie Nambu-Linie | Koord. | Tachikawa     |
|      | TT-10 | Shibasaki-Taiikukan (柴崎体育館)                 | 06,5 |                                                                                | Koord. | Tachikawa     |
|      | TT-09 | Kōshū-Kaidō (甲州街道)                           | 08,0 |                                                                                | Koord. | Hino          |
|      | TT-08 | Manganji (万願寺)                                | 09,3 |                                                                                | Koord. | Hino          |
|      | TT-07 | Takahatafudō (高幡不動)                          | 10,5 | Keiō-Linie Keiō Dōbutsuen-Linie                                                | Koord. | Hino          |
|      | TT-06 | Hodokubo (程久保)                                | 11,3 |                                                                                | Koord. | Hino          |
|      | TT-05 | Tama-Dōbutsukōen (多摩動物公園)                  | 12,3 | Keiō Dōbutsuen-Linie                                                           | Koord. | Hino          |
|      | TT-04 | Chūō-Daigaku-Meisei-Daigaku (中央大学・明星大学) | 13,4 |                                                                                | Koord. | Hachiōji      |
|      | TT-03 | Ōtsuka-Teikyō-Daigaku (大塚・帝京大学)           | 14,3 |                                                                                | Koord. | Hachiōji      |
|      | TT-02 | Matsugaya (松が谷)                               | 15,1 |                                                                                | Koord. | Hachiōji      |
|      | TT-01 | Tama-Center (多摩センター)                       | 16,0 | Keiō Sagamihara-Linie Odakyū Tama-Linie                                        | Koord. | Tama          |

### Verlängerung nach Hakonegasaki
In den nächsten Jahren soll die Strecke im Norden von der jetzigen Endstation Kamikitadai aus nach Westen um 7,0 Kilometer bis zum Bahnhof Hakonegasaki in der Stadt Mizuho verlängert werden. Dadurch wird die Stadt Musashimurayama ebenfalls erschlossen und es entsteht ein Anschluss an die Hachikō-Linie. Die Trasse verläuft entlang der Straße Shin-Ome Kaido, bei deren Ausbau in den 2010er Jahren der Platzbedarf für die zukünftige Einschienenbahn bereits berücksichtigt wurde.
Bereits im Bericht Nr. 18 des Rates für Verkehrspolitik aus dem Jahr 2000 heißt es, dass es „angemessen“ sei, bis 2015 mit dem Bau zu beginnen. Im Januar 2018 gab die Stadtverwaltung von Tokio bekannt, dass sie einen neuen Unterstützungsfonds für den Bau von Eisenbahnstrecken einrichten und ihre Überlegungen zur Umsetzung von sechs Strecken, einschließlich dieses Abschnitts und des Abschnitts Tama Center nach Machida, vertiefen werde. Am 23. Januar 2020 gab die Stadtregierung von Tokio offiziell bekannt, dass sie mit dem Erweiterungsprojekt zwischen Kamikitadai und Hakonegasaki beginnen wird, da eine starke Nachfrage seitens der lokalen Wirtschaft entlang der Strecke besteht, die Bahnerschließung zu bauen. Obwohl der Eröffnungstermin noch nicht festgelegt wurde, ist der Bau von sieben neuen Stationen bis 2032 geplant. Im Oktober 2022 veranstaltete die Stadtverwaltung von Tokio eine öffentliche Sitzung zum Stadtplanungsentwurf für die Streckenverlängerung in den Städten Higashiyamato, Musashimurayama und Mizuho und die Standorte für die sieben Stationen wurden endgültig festgelegt. Am 23. Juli 2024 beantragte Tama Urban Monorail Co., Ltd. beim Minister für Land, Infrastruktur, Verkehr und Tourismus eine Genehmigung für die Verlängerung zwischen Kamikitadai und Hakonegasaki.

### Weitere Planungen
Mittelfristig sind im Süden zwei weitere Verlängerungen von Tama-Center aus geplant: ein Streckenast soll von dort nach Nordwesten bis Hachiōji und einer nach Süden bis Machida führen.

## Betrieb
Tagsüber verkehrt die Bahn alle zehn Minuten sowie in den Hauptverkehrszeiten morgens alle fünf bis sieben Minuten und abends alle sieben bis acht Minuten.
Für den Betrieb der Einschienenbahn zuständig ist die Bahngesellschaft Tokyo Tama Intercity Monorail Co., Ltd. (jap. 多摩都市モノレール株式会社, Tama toshi monorēru kabushiki-gaisha). Die Aktiengesellschaft mit Sitz in Tachikawa erzielte per 31. März 2019 einen Jahresumsatz von 8,817 Milliarden Yen und beschäftigte 224 Personen. Den größten Anteil am Aktienkapital von 100 Millionen Yen hält die Präfekturverwaltung Tokio mit 79,87 %. Weitere Eigentümer sind Seibu Tetsudō (4,71 %), Mizuho Bank (3,14 %), Keiō Dentetsu (2,62 %), Odakyū Dentetsu (1,57 %), Bank of Tokyo-Mitsubishi GFJ (1,15 %), Tepco Energy Partner (1,05 %), Sumitomo Mitsui Banking Corporation (0,73 %) sowie die Städte Hachiōji, Tachikawa, Hino, Higashiyamato und Tama mit je 0,66 %.